# کیفیت خدمت

کیفیت خدمت (به انگلیسی: Quality of service) با کوته‌نوشت QoS، «توصیف یا اندازه‌گیری» کارایی کلی یک خدمت (سرویس) است، مثل خدمات مکالمه راه دور یا شبکه رایانه‌ای یا رایانش ابری، و مخصوصاً به کارایی اشاره دارد که توسط کاربران شبکه قابل مشاهده است

کیفیت خدمت (به انگلیسی: Quality of service) با کوته‌نوشت QoS، «توصیف یا اندازه‌گیری» کارایی کلی یک خدمت (سرویس) است، مثل خدمات مکالمه راه دور یا شبکه رایانه‌ای یا رایانش ابری، و مخصوصاً به کارایی اشاره دارد که توسط کاربران شبکه قابل مشاهده است. برای اندازه‌گیری کمی کیفیت خدمت، چندین جنبه مرتبط خدمت شبکه درنظرگرفته می‌شود، مثل اتلاف بسته، بیت بر ثانیه، توان عملیاتی، تاخیر انتقال، دسترس‌پذیری، لغزش و غیره.
در زمینه شبکه‌های رایانه‌ای و دیگر شبکه‌های مخابراتی راه‌گزینی بستک، کیفیت خدمت به سازوکارهای «اولویت‌گذاری ترافیک» و «کنترل رزرو منبع» ارجاع دارد، و نه کیفیت خدمت حاصل شده. در اینجا کیفیت خدمت همان توانایی فراهم‌سازی «اولویت» های متفاوت به برنامه‌کاربردی، کاربر، یا جریان‌های داده‌ای متفاوت است یا اینکه این واژه به «تضمین مرحله معینی از کارایی به جریان داده» اشاره دارد.
کیفیت خدمت مخصوصاً برای انتقال ترافیک با نیازمندی‌های خاص مهم است. توسعه‌دهندگان مخصوصاً فناوری «صدا روی پروتکل اینترنت» را معرفی کرده‌اند تا شبکه‌های رایانه‌ای را مشابه شبکه‌های تلفنی، برای مکالمه صوتی قابل استفاده سازند، همچنین برای پشتیبانی از برنامه‌های کاربردی جدید، تا با نیازمندی‌های کارایی شبکه سختگیرانه‌تر هم قابل استفاده باشند.

## تعریف
در زمینهٔ مکالمه راه دور، کیفیت خدمات برای اولین بار در سال ۱۹۹۴ توسط اتحادیه بین‌المللی مخابرات تعریف شد.
کیفیت خدمات تمام وجوه ارتباط را شامل می‌شود از جمله زمان پاسخ، افت، اکو، فرکانس پاسخ، قطعی و محدودهٔ سیگنال تا نویز.

## کیفیت تبادل اطلاعات

### خطاها
گاهی بسته‌های اطلاعاتی به خاطر خطای بیت قطع می‌شوند که به خاطر نویز یا رابط مواصلاتی به خصوص در مورد ارتباطات بی‌سیم یا با کابل مسی طولانی است.